# 393. strelska divizija (ZSSR)
393. strelska divizija (izvirno rusko 393. стрелковая дивизия; kratica 393. SD) je bila strelska divizija Rdeče armade v času druge svetovne vojne.

## Zgodovina
Divizija je bila ustanovljena septembra 1941 v Svjatogorsku in uničena maja 1942. Pozneje so jo ponovno ustanovili.